# ツィカパ空港
ツィカパ空港（ツィカパくうこう、英: Tshikapa Airport）は、コンゴ民主共和国カサイ州のツィカパにある空港である。

## 就航路線
| 航空会社 | 就航地 |
| -------- | ------ |